# Gyöngyös Városi Televízió
A Gyöngyösi Városi Televízió (röviden Gyöngyösi VTV) egy regionális tévécsatorna ami Gyöngyösön és környékén érhető el. A televízió a Gyöngyösi Médiaközpont Nonprofit Kft. üzemeltetése alatt áll. 

## Története
Gyöngyös Város Önkormányzata 1993-ban úgy határozott, hogy Városi Televíziót hoz létre, amelynek feladata, hogy teret adjon az önkormányzat tájékoztatási kötelezettségének teljesítéséhez, a demokrácia fórumrendszerének szélesítése, a város és vonzáskörzete kulturális értékeinek bemutatása. Az elnyert stúdióalapítási engedély és az ahhoz kapcsolódó frekvencia birtokában, a Gyöngyösi VTV lehetőséget kapott arra, hogy műsorait napi két órában, 17 és 19 óra között sugározza. Az első adásra 1994. november 20-án került sor. A szerkesztőség 1998-ban beadott pályázatával 24 órás frekvenciát nyert el az UHF 27-es csatornán. A Városi Televízió korábban kétnaponta, majd 1999-től a hét öt (munka)napján jelentkezik híradóval. A szerkesztőség 2002. június 1-jétől csatlakozott a helyi televíziók által létrehozott Hálózatos Televíziók Rt-hez.

## Műsorok

### Aktuális
1994 óta létező hírműsor, amely korábban csak kétnaponta, 1999-től azonban hét öt napján naponta jelentkezik új adással. A híradó a napi gazdasági, vallási és sportesemények mellett a térség lakosságát foglalkoztató ügyeket dolgozza fel, valamint beszámol a civil szféra, illetve a pártok híreiről. Teret kap a kultúra és a művészeti élet, az oktatás, a diákélet. Napi szinten tájékozódhatnak nézőink a gazdasági hírekről és a tőzsdei árfolyamokról. A műsor 2022-től felhagyott a korábbi struktúrájával és rövidebb, tömörebb, lényegre törőbb hírekkel jelentkezik minden hétköznap 17:55-kor.

### Nézőtér
Heti kulturális összefoglaló.

### Tallózó
Az Aktuális hírműsor hétvégi összefoglalója a hét legfontosabb híreiből. 

### Nézőtér
Heti kulturális összefoglaló. A műsor 2x25-30 perc hosszúságú, minden vasárnap 18:20-tól jelentkezik friss tartalommal.

### Nappali
Havonta egyszer egy órán át a korszerű táplálkozásról, betegségmegelőzésről, hagyományos és kiegészítő gyógymódokról, szépségápolásról és számos - elsősorban hölgyeket érdeklő és érintő - témával kapcsolatos műsor. A műsor februárban megszűnt,  témái átkerültek a Nápolyiba. 

### Nápolyi
Hetente élő interaktív színes magazinműsor amelyben minden, a térségben élőket érdekelhető téma, esemény helyet kap. A műsor két állandó házigazdája Tufescu Csenge és Nagy Zoltán akik minden szombaton 18:20-kor jelentkeznek új témákkal és vendégekkel.

### Sport7
Sport

### Mozgásban (megszűnt)
Autós magazinműsor

### Hit világa
Vallási műsor

### Amaro Drom, „a mi utunk”
Kisebbségi műsor

## Külső hivatkozások
- Gyöngyösi Városi Televízió - Gyongyos.hu